# رسول‌پور، پاکستان
رسول‌پور (به انگلیسی: Rasulpur) یک منطقهٔ مسکونی و روستا در پاکستان در ناحیه حافظ آباد است.